# 陕西省人民政府
陕西省人民政府，是中华人民共和国陕西省的省级国家行政机关，其机关位于陕西省西安市新城区新城广场，属于正省部级行政单位。陕西省人民政府在业务上接受国务院的直接领导，在党务上接受中共陕西省委的领导。其主要领导及组成部门的主要负责人由陕西省人民代表大会及其常务委员会选举产生。

## 沿革
陝西省省制初设于清朝；到中华人民共和国成立前，全省设有西安市和92个县、1个设治局。
在第二次国内战争時期，陕北北部和延安等地还曾建立了陕甘边和陕北兩个苏维埃政府及11各县级苏维埃政权。在中央红军和中共中央经过长征到达陕北后，將原有和新發展的政权机构合并為陕北省、陕甘省两省及三边、关中、神府三個特区。1937年9月6日，陕甘宁边区政府成立。截至1943年，陕甘宁边区政府在陕西境內辖延安市及神府、延安等20余县。
1949年5月，陕甘宁边区政府迁驻西安。解放军进驻陕西全省后，将政区調整為102個縣（市、局），由分區、陕北行署、陕南行署及西安市管理。1950年1月10日陕西省人民政府成立，省会设在西安市。当日，即发布的《陕西省人民政府布告》（秘字第壹号）。内容如下：
“奉中央人民政府命令，任命马明方为陕西省人民政府主席，张邦英、张凤翙、韩兆鹗为副主席，方仲如、王復初、毛凤翔、左协中、安文钦……韩望尘、苏资琛为委员。明方等遵于一九五零年一月十日在西安就职，决竭诚奉行《中国人民政治协商会议共同纲领》，秉承中央人民政府暨西北军政委员会意旨，团结全陕西人民，一心一德，克勤克忠……”
在人民代表大会制度建立后，根据1954年通过的《中华人民共和国宪法》，当年12月26日至12月31日陕西省第一届人民代表大会第二次会议在西安群众堂召开；会议选举产生了陕西省人民委员会的组成人员。由此，人民政府的最高长官不再称主席，而称省长。
文化大革命开始后，各级政权组织纷纷以革命委员会的形式出现。于是1968年5月1日，陕西省革命委员会在西安成立。1979年12月，陕西省第五届人大第二次会议决定恢复陕西省人民政府。这次会议还重新选举了省长、副省长、省高级人民法院院长、省人民检察院检察长。陕西省人民政府驻西安市新城区解放路280号。

## 职权
根据《中华人民共和国地方各级人民代表大会和地方各级人民政府组织法》第七十三条，县级以上的地方各级人民政府行使下列职权：
1. 执行本级人民代表大会及其常务委员会的决议，以及上级国家行政机关的决定和命令，规定行政措施，发布决定和命令；
2. 领导所属各工作部门和下级人民政府的工作；
3. 改变或者撤销所属各工作部门的不适当的命令、指示和下级人民政府的不适当的决定、命令；
4. 依照法律的规定任免、培训、考核和奖惩国家行政机关工作人员；
5. 编制和执行国民经济和社会发展规划纲要、计划和预算，管理本行政区域内的经济、教育、科学、文化、卫生、体育、城乡建设等事业和生态环境保护、自然资源、财政、民政、社会保障、公安、民族事务、司法行政、人口与计划生育等行政工作；
6. 保护社会主义的全民所有的财产和劳动群众集体所有的财产，保护公民私人所有的合法财产，维护社会秩序，保障公民的人身权利、民主权利和其他权利；
7. 履行国有资产管理职责；
8. 保护各种经济组织的合法权益；
9. 铸牢中华民族共同体意识，促进各民族广泛交往交流交融，保障少数民族的合法权利和利益，保障少数民族保持或者改革自己的风俗习惯的自由，帮助本行政区域内的民族自治地方依照宪法和法律实行区域自治，帮助各少数民族发展政治、经济和文化的建设事业；
10. 保障宪法和法律赋予妇女的男女平等、同工同酬和婚姻自由等各项权利；
11. 办理上级国家行政机关交办的其他事项。

## 机构设置
根据中共中央办公厅、国务院办公厅《关于印发〈陕西省机构改革方案〉的通知》（厅字〔2018〕114号），陕西省人民政府设置工作部门42个，其中省政府办公厅和组成部门23个，直属特设机构1个，直属机构12个，部门管理机构6个。
陕西省人民政府设置下列机构：
- 陕西省人民政府办公厅

### 组成部门
- 陕西省发展和改革委员会
- 陕西省教育厅
- 陕西省科学技术厅
- 陕西省工业和信息化厅
- 陕西省民族宗教事务委员会
- 陕西省公安厅
- 陕西省民政厅
- 陕西省司法厅
- 陕西省财政厅
- 陕西省人力资源和社会保障厅
- 陕西省自然资源厅
- 陕西省生态环境厅
- 陕西省住房和城乡建设厅
- 陕西省交通运输厅
- 陕西省水利厅
- 陕西省农业农村厅
- 陕西省商务厅
- 陕西省文化和旅游厅
- 陕西省卫生健康委员会（前身為陝甘寧邊區衛生署，1950年2月改為陝西省人民政府衛生廳，1955年6月改為陝西省衛生廳，1970年5月改為陝西省革命委員會衛生局，後來又相繼改名為陝西省衛生廳、陕西省卫生健康委员会[7]）
- 陕西省退役军人事务厅
- 陕西省应急管理厅
- 陕西省审计厅

（办公厅挂省人民政府参事室牌子；科学技术厅挂外国专家局牌子；工业和信息化厅挂政务数据服务局牌子；交通运输厅挂地方民航发展局、地方铁路发展局牌子；生态环境厅挂核安全局牌子；商务厅挂中国（陕西）自由贸易试验区工作办公室牌子。）

### 直属特设机构
- 陕西省人民政府国有资产监督管理委员会

### 直属机构
- 陕西省市场监督管理局
- 陕西省林业局
- 陕西省广播电视局
- 陕西省体育局
- 陕西省统计局
- 陕西省文物局
- 陕西省人民政府研究室
- 陕西省人民防空办公室
- 陕西省信访局
- 陕西省医疗保障局
- 陕西省乡村振兴局
- 陕西省地方金融管理局

（林业局挂大熊猫国家公园陕西省管理局牌子；人民防空办公室挂国防动员委员会人民防空办公室牌子；地方金融管理局牌子挂在中共陕西省委金融委员会办公室，并加挂中共陕西省委金融工作委员会牌子，列入中共陕西省委机构序列。）

### 部门管理机构
- 陕西省粮食和物资储备局，由省发展和改革委员会管理。
- 陕西省能源局，由省发展和改革委员会管理。
- 陕西省监狱管理局，由省司法厅管理。
- 陕西省中医药管理局，由省卫生健康委员会管理。
- 陕西省药品监督管理局，由省市场监督管理局管理。
- 陕西省知识产权局，由省市场监督管理局管理。

### 派出机构
- 陕西省西咸新区开发建设管理委员会
- 杨凌农业高新技术产业示范区管理委员会
- 陕西省人民政府驻北京办事处
- 陕西省人民政府驻上海办事处
- 陕西省人民政府驻广州办事处
- 陕西省人民政府驻新疆办事处

### 直属事业单位
- 陕西省地方志办公室
- 陕西省科学院
- 陕西省社会科学院
- 陕西省机关事务服务中心
- 陕西省地质调查院
- 陕西广播电视台
- 陕西省公共资源交易中心
- 陕西省信息中心
- 陕西省政务大数据服务中心
- 秦岭国家植物园

### 下属地方政府
- 西安市人民政府
- 榆林市人民政府
- 延安市人民政府
- 铜川市人民政府
- 宝鸡市人民政府
- 咸阳市人民政府
- 渭南市人民政府
- 汉中市人民政府
- 安康市人民政府
- 商洛市人民政府

## 历任领导
| 陕西省人民政府省长 …… - 刘国中（2018年1月－2020年8月） - 赵一德（2020年8月－2022年12月） - 赵刚（2022年12月－） 陕西省人民政府常务副省长 …… - 陈德铭（2002年5月－2004年10月） - 赵正永（2005年1月－2010年9月） - 娄勤俭（2010年9月－2012年12月） - 江泽林（2012年12月－2015年4月） - 姚引良（2015年6月－2016年12月） - 梁桂（2016年12月－2021年9月） - 王晓（2022年2月至今） 陕西省人民政府秘书长 …… - 王忠民（1999年1月－2002年7月） - 李堂堂（2002年7月－2006年9月） - 秦正（2006年9月－2013年1月） - 陈国强（2013年1月－2018年1月） - 方玮峰（2018年3月－2023年3月） - 王海鹏（2023年3月－2024年7月） - 吕来升（2025年7月－） | 陕西省人民政府副省长 …… - 洪峰（2003年1月－2011年1月） - 朱静芝（2003年1月－2013年1月） - 李堂堂（2006年9月－2008年5月） - 吴登昌（2006年4月－2012年1月） - 姚引良（2008年1月－2011年4月，2015年6月－2016年12月） - 景俊海（2008年1月－2012年5月） - 郑小明（2008年5月－2013年1月） - 李金柱（2011年5月－2015年1月） - 祝列克（2011年5月－2015年4月） - 白阿莹（2013年1月－2015年4月） - 王莉霞（2013年1月－2016年10月） - 庄长兴（2013年1月－2017年5月） - 张道宏（2013年1月－2018年1月） - 杜航伟（2014年12月－2018年1月） - 冯新柱（2015年4月－2018年1月） - 姜锋（2015年4月－2018年1月） - 魏增军（2017年1月－2021年5月） - 冯力军（2018年1月－2018年3月） - 陆治原（2018年1月－2018年9月） - 陈国强（2018年1月－2019年3月） - 胡明朗（2018年1月－2020年9月） - 徐启方（2018年7月－2021年1月） - 赵刚（2018年10月－2021年3月） - 方光华（2018年10月－2023年1月） - 徐大彤（2019年7月－2023年3月） - 程福波（2020年7月－2022年1月） - 魏建锋（2021年3月－2021年11月） - 郭永红（2021年5月－2022年5月） - 蒿慧杰（2021年9月－2022年7月） - 王琳（2022年7月－2023年1月） - 叶牛平（2022年7月－2023年5月） - 戴彬彬（2023年1月至今） - 窦敬丽（2023年1月－2025年5月） - 徐明非（2023年1月至今） - 钟洪江（2023年1月－2023年10月） - 王海鹏（2023年7月－2024年7月） - 陈春江（2023年11月至今） - 李钧（2024年1月至今） - 李九红（2025年1月至今） - 武文罡（2025年7月至今） |